# 霜禮次郎
霜 禮次郎（しも れいじろう、1937年12月9日 - ）は、日本の整形外科医師、射撃選手。

## 人物
千葉県千葉市出身。父は茨城県の医師で、3人兄弟の次男として生まれた。1956年、千葉県立千葉高等学校卒業を経て、1962年、東京慈恵会医科大学卒業。医師として1969年、スウェーデン・カロリンスカ研究所医学物理研究室への留学経験がある。
その一方では射撃選手としての活動も知られ、1979年、全日本クレー射撃選手権大会スキート優勝を評価されて、1980年モスクワオリンピッククレー射撃日本代表候補選手となった。国民体育大会では2度の優勝経歴を持つ。
1984年ロサンゼルスオリンピックおよび1988年ソウルオリンピックでは射撃日本代表チームの専属ドクターを務め、1992年バルセロナオリンピックではライフル射撃チーム監督を務めた。
千葉県千葉市で開業医として整形外科の診療に当たる傍ら、世界射撃連合医事委員、千葉県射撃協会会長、日本ライフル射撃協会理事、千葉県体育協会副理事長などの要職にも就いている。
1973年、東京慈恵会医科大学医学博士。論文の題は「石灰化組織の連続非脱灰標本の作製方法と検索法」。

## エピソード
2010年、たまたま自宅の仏壇を掃除していたら裏手より田中一村の掛け軸が見つかる。幼少期に近所に住んでいた田中一村を「べいそん（米邨）さん」と呼んで親しみ、竹とんぼを作ってもらうなどよく遊んでもらっていたという。
発見した掛け軸は、荷車と農夫を題材にした千葉寺の風景と、得意の軍鶏を表情豊かに描いた2点。画名はいずれも「米邨」で、39歳を意味する「年三十有九」の落款から、1947年ごろの作品と推察される。

## 著書
- 『射撃と禅』（1991年／近代文藝社）
- 『オリンピックへの道：勝つためのメンタルトレーニング』（1994年／近代文藝社）
- 『体の中がかたいと短命になる-神経・血管・内臓・筋肉・骨を若くする特効』（1994年／青春出版社）
- 『開陽丸艦長 澤太郎左衛門の生涯』（2012年／新人物往来社）